# Antonius Walaeus

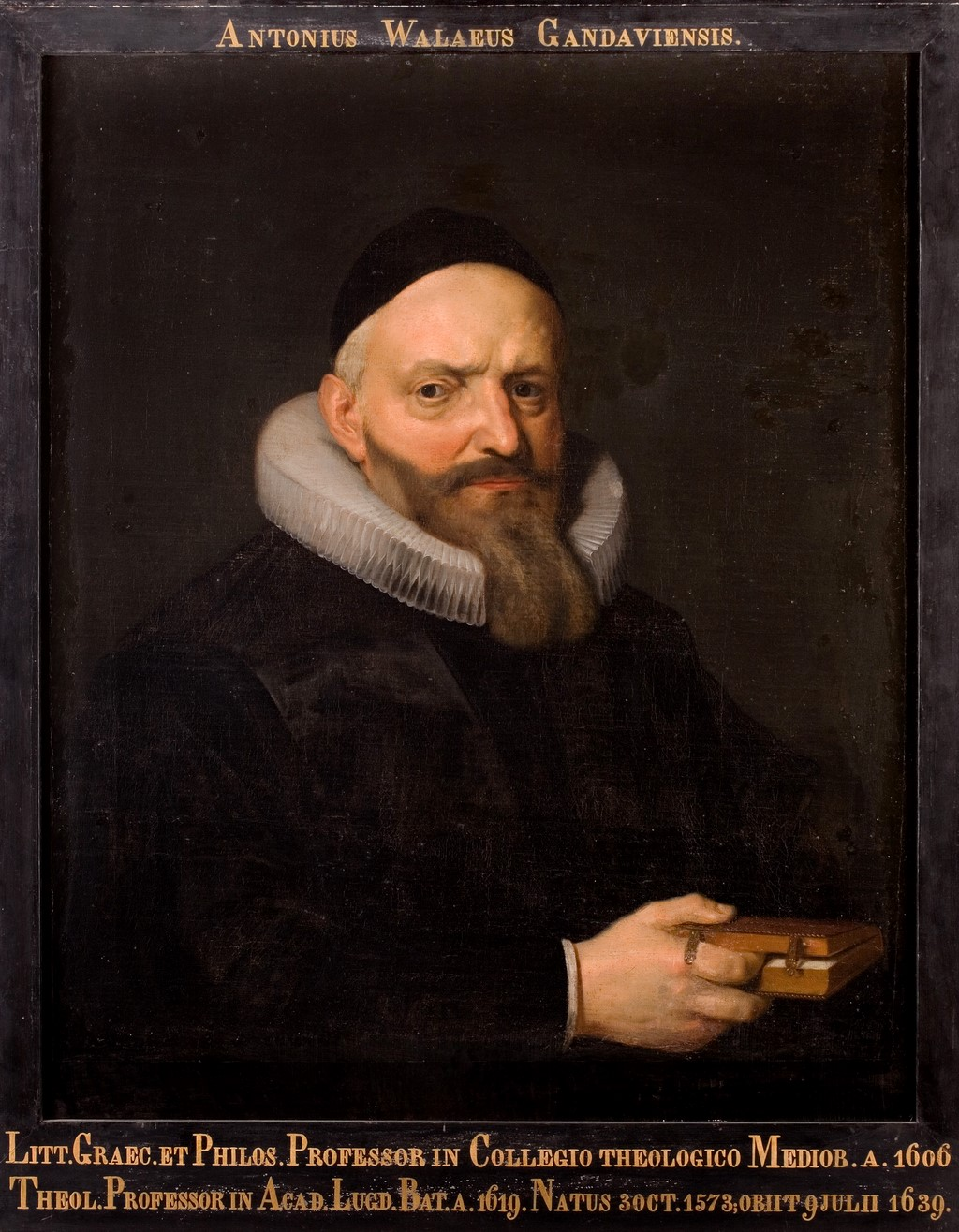
Antonius Walaeus

Antonius Walaeus (* 3. Oktober 1573 in Gent; † 3. Juli 1639 in Leiden) war ein Calvinist, reformierter Theologe und Professor an der Universität Leiden.

## Leben
Sein Vater Jacques de Waele war nach der Hinrichtung des Grafen von Egmond von Brüssel nach Gent gezogen, hatte dort Margaretha Wagenaers geheiratet und fand eine Stelle beim Fiskus. 1583 wurde er, als Anhänger des Prinzen von Oranien, vom flämischen Calvinisten Jan van Hembyze ins Gefängnis geworfen und kam durch Vermittlung Walheens wieder frei. 1585, nachdem Gent sich dem Herzog von Parma ergeben hatte, wanderte die Familie ins Zeeland nach Middelburg aus.
Antonius erhielt seit 1581 Latein-Unterricht von seinem Onkel, dem reformierten Prediger Titius ab Edingen, und trat später in die Dienste eines Middelburger Notars. 1588 wandte er sich jedoch der Theologie zu.
1602 trat er das Predigeramt im nahegelegenen Dorfe Koudekerke an und heiratete Paschuntze van Isenhoudt. Drei Jahre später wurde er als Prediger nach Middelburg berufen. Er wurde dort an der Hochschule auch als Professor angestellt und wohnte als solcher der Nationalsynode bei.
1617 war er kurzzeitig Prediger in Haag und 1619 hatte er den Johan van Oldenbarnevelt zu trösten.
Nach Beendigung der Generalsynode und Entfernung der Nichtreformierten von der Leidener Universität erhielt Walaeus im Juli 1619 dort die Professur für Theologie. Mit seinen Kollegen verteidigte er die Unabhängigkeit der Universität von der Provinzialsynode.
Bis 1625 erstellte er ein neues Programm für die lateinischen Schulen und arbeitete mit an der Bibelübersetzung für das neue Testament und die Apokryphen nebst ihrer Revision mit Festus Hemmius und Jacobus Rolandus. Daneben leitete für zehn Jahre ein Predigerseminar, das die Ostindische Compagnie 1622 in Leiden zur Vorbereitung für den Dienst an den indischen Gemeinden errichtet hatte. Er war einer der sechs Theologen, die im Auftrag der Dordrechter Synode und der Generalstaaten die 1637 fertiggestellte Bibelübersetzung (Statenbijbel) erarbeiteten. Walaeus hatte sich auch an den organisatorischen Aufgaben der Leidener Hochschule beteiligt und war in den Jahren 1625, 1626 und 1639 zum Rektor der Alma Mater gewählt worden. In seiner letzten Amtszeit verstarb er jedoch.